# コロの大さんぽ
『コロの大さんぽ』（コロのおおさんぽ）は、スタジオジブリ制作の日本の短編アニメーション映画。2002年公開。

## あらすじ
ある日、仔犬のコロは飼い主の少女サワ子の後を追おうとして家を抜け出し、迷子になってしまう。

## スタッフ
- 原作・脚本・監督：宮崎駿
- 演出アニメーター：芳尾英明
- 美術：吉田昇
- 音楽：野見祐二
- 製作：スタジオジブリ

## キャスト
- コロ：ゆきの仔犬達
- サワ子：駒沢いつき
- お父さん：居村健治
- お母さん：森吉治予
- 自転車のお姉さん：北嶋明子
- 工務店のおじさん：盛田茂
- 少女：小川沙弥香
- 少女の母親：めぐろあや
- 近所のおばさん：土田ユミ
- しげる：石原圭人
- チコ：菅野奈々

## 備考
- ジブリ美術館地下一階の映像展示室『土星座』で随時上映されている。
- 2022年にジブリパークの「ジブリの大倉庫」エリアが開業すると、同エリア内にある『映像展示室オリヲン座』の上映ラインナップに加わっている。
- 聴覚障害者への配慮から字幕版もあり、1時間に1回上映される。ちなみに字幕版は、全体的にマイルドな音付けに変更しているという。
- 宮崎は当初、他のジブリ作品と同様な、ポスターカラーによる精緻な背景美術を持つ作品として製作していたが、途中で方針を変更し、絵本画家の林明子の画風を参照した、絵本風な味わいの背景美術を持つ作品に仕上げた。
- 仔犬の持つ無邪気さや愛くるしさのリアルな描写は、本作の見どころの一つである。
- 宮崎駿作品としては珍しく現代日本（スタジオジブリのある小金井市東小金井界隈）が舞台となっている。

## 補足
- 宮崎の方針変更でボツになった背景画の一部は、男鹿和雄画集IIに収録されている。
- 森田宏幸は、本作の原画を担当したことがきっかけで『猫の恩返し』の監督に抜擢された。